# Martha Overbeck
Martha Overbeck (Salvador, 4 giugno 1938) è un'attrice brasiliana.

## Biografia
Sposata dal 1960 col collega Othon Bastos, è a volte accreditata come Martha Overbeck Bastos. 
Ha lavorato in teatro, al cinema e in tv. Tra le sue interpretazioni televisive più note, si ricorda quella di Alice nella miniserie Avenida Paulista. È apparsa anche nelle telenovelas Potere e Anarchici grazie a Dio.

## Vita privata
Martha Overbeck ha generato con Bastos un figlio maschio, Pedro. 

## Filmografia

### Telenovelas e miniserie
- Beto Rockfeller (1968)
- Morte e Vida Severina (1981)
- Avenida Paulista (1982)
- Anarchici grazie a Dio (Anarquitas graças a Deus, 1984)
- Uma Esperança no Ar (1985)
- Potere (Roda de fogo, 1986)
- Abolição (1988)
- Pacto de Sangue (1989)
- Fronteiras do Desconhecido (1990)
- Tereza Batista (1992)
- Quem É Você? (1996)

### Cinema
- O Xangô de Baker Street (2001)
- Menino Maluquinho 2: A Aventura (1998)
- Sombras de Julho (1995)
- O Jogo da Vida (1977)